# Wiebke Adam-Schwarz
Wiebke Adam-Schwarz, früher Wiebke Adam, (* 1968 in Alfeld (Leine)) ist eine deutsche Schauspielerin.

## Leben
Wiebke Adam-Schwarz absolvierte ihr Schauspielstudium von 1991 bis 1995 an der Hochschule des Saarlandes für Musik und Theater in Saarbrücken. Sie hatte Theaterengagements u. a. am Theater Nordhausen (2001; als Mascha in Drei Schwestern), am Theater Altenburg/Gera (2002; als Gretchen in Faust I) und am Theater Junge Generation in Dresden (2004–2005, u. a. als Prothoe in Penthesilea).
Von 2007 bis 2011 war sie festes Ensemblemitglied an den Landesbühnen Sachsen. Dort spielte sie u. a. die Mrs. Chasen in Harold und Maude (2007), Sonja in Drei Mal Leben (2008, Regie: Joachim Lätsch) und Natascha in Drei Schwestern (2010). Weitere Theaterengagements hatte sie bei den Musikwochen Hitzacker (2013) und beim Theaterkahn Dresden (2015/16).
Seit 2003 war Adam-Schwarz regelmäßig immer wieder auch für den Film und das Fernsehen tätig. Sie hatte u. a. Episodenrollen in den Fernsehserien Familie Dr. Kleist (2004), SOKO Leipzig (2013; als Vanessa Lehmann, die Frau des Lehrers) und Hubert und Staller (2017; als Helga Ranz, die Witwe des Opfers). Im Mai 2017 war sie in der Fernsehserie In aller Freundschaft – Die jungen Ärzte in einer Episodenhauptrolle zu sehen; sie spielte die ehemalige Flugbegleiterin Clara Jacobs. In der 7. Staffel der Fernsehserie Familie Dr. Kleist hatte sie, an der Seite von Mathias Harrebye-Brandt, eine Episodenhauptrolle (Erstausstrahlung: Dezember 2017) als ehemalige Reisekauffrau Kerstin Albrecht, die nach einer falsch diagnostizierten Blinddarmentzündung unter Bewusstseinsveränderungen leidet, und sich für die Malerin Karina Marquard hält.
Adam-Schwarz wirkte auch in mehreren Kurzfilmen, Werbefilmen und Imagefilmen (u. a. für den Sächsischen Landtag) mit.
Adam-Schwarz ist Mitglied im Bundesverband Schauspiel (BFFS) und im Filmverband Sachsen. Sie lebt in Dresden.

## Filmografie (Auswahl)
- 1993: Ein unmöglicher Lehrer (Fernsehfilm)
- 2004: Familie Dr. Kleist: Der Traum vom Fliegen (Fernsehserie, eine Folge)
- 2006; 2008: Löwenzahn (Fernsehserie, zwei Folgen)
- 2007: Die Frau vom Checkpoint Charlie (Fernsehfilm)
- 2012: Tatort: Todesschütze (Fernsehreihe)
- 2013: SOKO Leipzig: Klassenclown (Fernsehserie, eine Folge)
- 2017: Der junge Karl Marx (Kinofilm)
- 2017: Hubert und Staller: Alles wird gut (Fernsehserie, eine Folge)
- 2017: In aller Freundschaft – Die jungen Ärzte: Blinder Fleck (Fernsehserie, eine Folge)
- 2017: Familie Dr. Kleist: Geheimnisse (Fernsehserie, eine Folge)
- 2023: Die Heiland – Wir sind Anwalt: Schafe in der Stadt (Fernsehserie, eine Folge)